# Lasmeniella dendritica
Lasmeniella dendritica är en svampart som först beskrevs av Marjan Raciborski, och fick sitt nu gällande namn av Petr. & Syd. 1927. Lasmeniella dendritica ingår i släktet Lasmeniella, divisionen sporsäcksvampar och riket svampar.   Inga underarter finns listade i Catalogue of Life.